# مجمع شهروندان هلسینکی
مجمع شهروندان هلسینکی (اختصاری hCa) یک سازمان بین‌المللی از شهروندان است که به صلح و دموکراسی اختصاص دارد. مجمع شهروندان هلسینکی به‌عنوان یک سازمان غیردولتی فعالیت می‌کند و در جهت بهبود حقوق و آزادی‌های اساسی، پلاوریسم و حقوق بشر در اروپا تلاش می‌کند.

## تاریخچه و اهداف
مجمع شهروندان هلسینکی در اکتبر ۱۹۹۰ در پراگ، چکسلواکی به‌عنوان یک کنفرانس کاری بین‌المللی تأسیس شد. بیش از هزار نماینده از اروپای غربی و اروپای شرقی در این نشست حضور داشتند. گروه‌های جامعه مدنی، سازمان‌های زنان، اتحادیه‌های کارگری، سازمان‌های صلح و نمایندگان اتحادیه اروپا در نشست بنیان‌گذاری شرکت کردند.
مجمع شهروندان هلسینکی به‌طور مستقل از احزاب سیاسی، دولت‌ها و کشورها فعالیت می‌کند و هدف آن عبارت است از:
- معرفی حقوق و آزادی‌های اساسی که در توافق‌نامه‌های بین‌المللی پذیرفته شده و طبق استانداردهای جهانی در زندگی روزمره به‌کار گرفته می‌شوند
- ترویج فرآیندهای صلح‌آمیز برای حل مسائل از طریق گفت‌وگوی تفاهم و صلح
- بهبود نهادهای دموکراتیک چندگانه و ابتکارات جامعه مدنی
- اطمینان از برتری قانون و دفاع از سیستم اقتصادی که به رفاه زندگی انسانی و محیط زیست کمک می‌کند

عمل نهایی هلسینکی (۱۹۷۵) مبنای ایجاد شرایطی مطلوب برای صلح در اروپا را فراهم کرد و حقوق بشر را به‌عنوان ارزشی مشترک مطرح کرد که همه کشورهای جهان باید به آن احترام بگذارند، آن هم در دوره‌ای که جهان به دو بلوک شرق و غرب تقسیم شده بود. واژه «هلسینکی» اشاره به اهمیت تاریخی این توافق دارد.
فروریختن دیوار برلین و زمینه سیاسی جدید جهانی که ایجاد کرد، موجب شکل‌گیری یک جنبش صلح جدید به نام «مجمع شهروندان هلسینکی» شد. از ۱۹ تا ۲۲ اکتبر ۱۹۹۰، فعالان صلح از سراسر اروپا در یک نشست شرکت کردند. آن‌ها در مورد «بیانیه پراگ» توافق کردند و مجمع شهروندان هلسینکی را به‌عنوان یک مجمع دائمی تأسیس کردند، جایی که گروه‌های صلح و مدنی و همچنین افراد و مؤسسه‌ها نماینده طیف گسترده‌ای از دیدگاه‌ها می‌توانستند تجارب خود را مبادله کنند، نگرانی‌های مشترک خود را بیان کنند و کمپین‌ها و استراتژی‌های مشترک را تدوین نمایند.
چنان‌که در سند تأسیس (پراگ، ۱۹۹۰) آمده است:

غلبه بر تقسیم اروپا وظیفه جامعه مدنی است، شهروندانی که در انجمن‌ها، جنبش‌ها، نهادها، ابتکارات و باشگاه‌های خود سازماندهی‌ شده‌اند، فراتر از مرزهای ملی، به‌طور مشترک عمل می‌کنند. این به معنای ایجاد روابط اجتماعی جدید و شکل‌های جدید گفت‌وگو است که از طریق آن‌ها شهروندان می‌توانند با دولت‌ها و یکدیگر مذاکره کنند، بر نهادهای سیاسی فشار آورند و در حقیقت بسیاری از مسائل را بدون دخالت مستقیم دولت‌ها حل کنند. این به معنای گسترش عرصه عمومی و ایجاد یک افکار عمومی اروپایی است. تعهد سیاست‌مداران به دیپلماسی باز باید فراتر از پیش‌پرده سیاست‌های عالی برود. این فقط به اطلاع‌رسانی به روزنامه‌نگاران یا حتی سازمان‌های غیردولتی مربوط نمی‌شود. فرایند‌های هلسینکی باید از بالا و پایین ساختار تکمیل شوند.
بنابراین، بیایید یک مجمع شهروندان هلسینکی تأسیس کنیم!